# Reinhard Lotholz
Reinhard Lotholz (* 16. Februar 1941 in Buttstädt) ist ein deutscher Diplomlandwirt und Politiker (DBD, CDU ab 1990). Von 1990 bis 1994 war er Mitglied des Thüringer Landtags.
Nach dem Abitur 1959 folgte 1965 der Abschluss als Diplom-Landwirt, dem sich ab 1984 ein postgraduales Studium auf dem Gebiet der Jura anschloss. Von 1966 bis 1972 war Lothholz Agronom und Produktionsleiter in der Landwirtschaft, ab 1973 Hauptbuchhalter und Ökonom einer LPG. Abgeordneter und Beigeordneter der Stadt Heldrungen. Von 1980 bis 1989 war er DBD-Ortsgruppenvorsitzender, ab 1989 im Demokratischen Aufbruch.
Lothholz war von 1995 bis 2000 ordentliches Mitglied und von 2000 bis 2005 stellvertretendes Mitglied des Thüringer Verfassungsgerichtshofs.
Lothholz ist verheiratet und hat zwei Kinder.